# Armen Mkertchian
Armen Mkertchian, född den 6 oktober 1973, är en armenisk brottare som tog OS-silver i lätt flugviktsbrottning i fristilsklassen 1996 i Atlanta. 